# 스탠퍼드 법학대학원
스탠퍼드 로스쿨(Stanford Law School, SLS)은 미국 스탠퍼드 대학교의 법학전문대학원이다. 1893년에 개교하였으며 3년 J.D.(법무박사), 1년 LL.M.(법학석사), J.S.M.(법률과학석사), J.S.D.(법률과학박사), 1년 M.L.S.(비법률가용 법학석사) 학위과정을 제공한다. 지적재산법 분야는 전미 No.1 으로 인정 받고 있으며, 미국 서부에서는 최고의 로스쿨로 인정받는다.
스탠퍼드 로스쿨의 J.D. 학위과정은 예일, 시카고과 더불어 입학이 가장 어려운 편에 속한다. 2013-2014년 입시기간의 경우 약 180명 정원에 4,482명이 지원했다. 2023년 가을에 입학한 J.D. 신입생들의 학부 GPA 25th/75th 퍼센타일은 3.84/3.99, 중간값은 3.92이었으며 LSAT 점수 25th/75th 퍼센타일은 170/176, 중간값은 173이었다.
《U.S. 뉴스 & 월드 리포트》가 해마다 발행하는 미국 로스쿨 순위에서는 예일 법학대학원과 시카고 법학대학원과 함께 Top 3의 자리를 차지해왔다. 2023-24년《U.S. 뉴스 & 월드 리포트》미국 로스쿨 법조계 평판도 순위에서는 예일 법학대학원과 공동 1위를 하였다.
스탠퍼드 로스쿨의 J.D. 과정 학생들은 과목마다 명예(Honors)/통과(Pass)/제한된 학점(Restricted credit)/낙제(Fail) 중 하나를 받는다.
LL.M. 과정은 해외에서 법학을 전공한 학생들만 입학할 수 있다. J.S.D. 과정은 스탠퍼드 로스쿨에서 SPILS(The Stanford Program in International Legal Studies)라는 해외에서 법학을 전공한 학생들 전용 학술 과정을 마쳐서 J.S.M. 학위를 취득한 학생들만 입학할 수 있다.

## 출신 인사

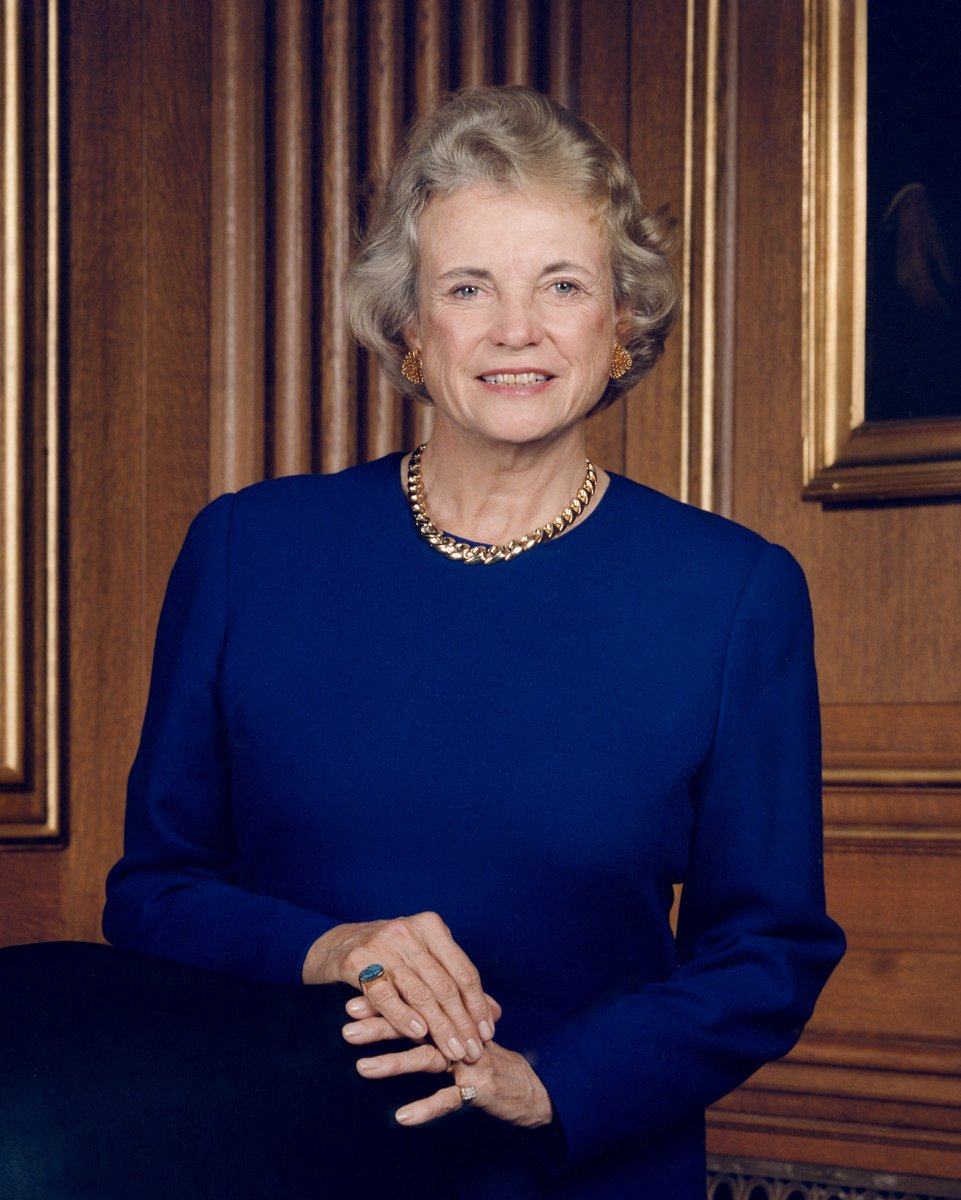
샌드라 데이 오코너

- 워런 크리스토퍼 미국 국무장관 1993-1997
- 윌리엄 렌퀴스트 연방 대법원장 1986-2005
- 샌드라 데이 오코너 연방 대법원 대법관 1981-2006
- 페니 프리츠커 미국 상무장관 2013-
- 셜리 허프스테들러 미국 초대 교육부 장관 1979-1981
- 존 루스 주일본 미국대사 2009-2013
- 맥스 보커스 주중국 미국대사 2014-
- 피터 틸 페이팔 공동 설립자
- 캐서린 웨이머스 《워싱턴 포스트》 발행인 2008-
- 로버트 코크런 미국 드라마 《24》 공동제작자
- 데이비드 F. 레비 듀크대학교 로스쿨 학장 2007-
- 홍정욱 헤럴드 회장
- 김미형 금호아시아나그룹 부사장 1992-
- 유일한 유한양행 설립자/사장 1926-1969

## 주요 간행물
- 스탠퍼드 로리뷰 (Stanford Law Review)

## 대중 문화 속 스탠퍼드 로스쿨
미국 코미디 영화 《금발이 너무해》는 하버드 로스쿨을 배경으로 하지만 스탠퍼드 로스쿨 졸업생인 어맨다 브라운이 자신의 로스쿨 경험을 바탕으로 쓴 소설을 원작으로 하여 제작되었다.